# Siegfried Schuch

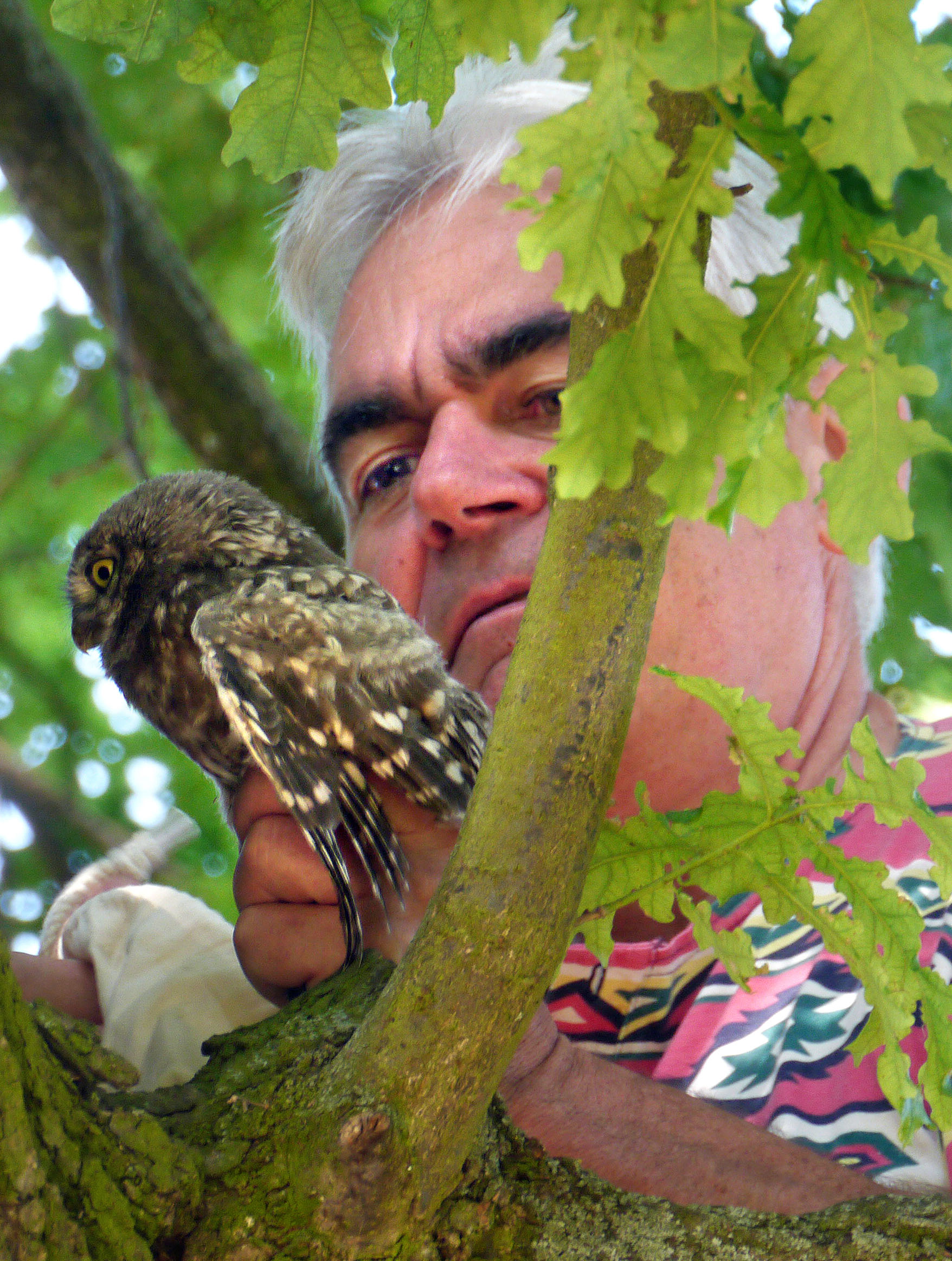
Siegfried Schuch bei einer Steinkauz-Beringung

Siegfried Schuch (* 16. Juni 1956 in Mainz) ist ein deutscher Naturschützer.
Der Wirtschaftspädagoge wurde 1988 in Rheinland-Pfalz ehrenamtlicher Landesvorsitzender des Deutschen Bundes für Vogelschutz. Er behielt den ehrenamtlichen Landesvorsitz als der Vogelschutzbund sich 1990 in Naturschutzbund Deutschland (NABU) umbenannte und wurde im Jahr 1998 dann hauptamtlicher Vorsitzender des NABU Rheinland-Pfalz. Den Landesvorsitz in der Naturschutzorganisation hatte er für insgesamt 30 Jahre bis 2018 inne, als er sich aus Altersgründen nicht mehr für diese Position zur Wahl stellte.
Als Mitglied im Landesnaturschutzbeirat und Landesjagdbeirat berät Schuch seit 1990 die Landesregierung von Rheinland-Pfalz in Naturschutzangelegenheiten. Er ist Mitglied im Vorstand der Stiftung Natur und Umwelt Rheinland-Pfalz.
Schuch konzipierte die Naturschutzgroßprojekte Fledermausquartiere im Mayener Grubenfeld sowie die Umwandlung des  Truppenübungsplatzes Schmittenhöhe in Koblenz-Horchheim zu einer halboffenen Weidelandschaft. Wesentliche Verdienste hat er auch an der Begründung des Artenschutzprogramms Steinkauz. 2006 wurde er für seine naturschützerischen Leistungen mit dem Verdienstorden des Landes Rheinland-Pfalz ausgezeichnet. Im November 2024 wurde er mit der höchsten NABU-Auszeichnung, der Lina-Hähnle-Medaille, im Rahmen einer Bundesvertreterversammlung des NABU in Mainz geehrt.
Siegfried Schuch ist verheiratet, hat zwei Töchter und lebt in der rheinhessischen Gemeinde Nierstein.